# Счастливый день (Доктор Кто)
«Счастли́вый день» (англ. Lucky Day) — четвёртый эпизод 15-го сезона британского научно-фантастического телесериала «Доктор Кто». Автор сценария — Пит Мактай. Режиссёр эпизода — Питер Хоар. Премьера эпизода состоялась 3 мая 2025 года на стриминговых сервисах BBC iPlayer и Disney+, а также на телеканале BBC One.
В этой серии вернулась из предыдущего сезона бывшая спутница Руби Сандей (Милли Гибсон), которая в эпизоде имеет главную роль вместе с Конрадом Кларком (Джона Хауэр-Кинг), в то время как Пятнадцатый Доктор (Шути Гатва) и его текущая спутница Белинда Чандра (Варада Сету) отошли на второй план и появляются ненадолго. По сюжету Руби пытается привыкнуть вновь к жизни на Земле и начинает отношения с Конрадом, который, как оказывается, стремится дискредитировать ЮНИТ, и Руби вместе с Кейт Летбридж-Стюарт (Джемма Редгрейв) должны остановить его.

## Сюжет
Доктор и Белинду в попытках попасть на Землю 2025 года прилетают на ТАРДИС в 1 января 2007 года и встречают 8-летнего Конрада Кларка, который после этого начинает изучать появления Доктора на Земле. В 2024 году его помечает как жертву инопланетное существо шрик (англ. the Shreek, от shriek — «вопль», «визг»), и он замечает более раннюю версию Доктора, путешествующего с Руби. Спустя год Руби, осевшая на Земле, даёт интервью Конраду на его подкасте о внеземной жизни. Она даёт ему антидот от пометки шриком, который был пойман ЮНИТ, и пара начинает встречаться.
Уехав в деревню Конрада на выходные, Руби открывается ему о ПТСР после путешествий с Доктором. Руби подозревает, что шрик всё ещё охотится за Конрадом и звонит в ЮНИТ Кейт Летбридж-Стюарт, которая сообщает, что шрик по-прежнему у них. Однако в деревне появляются два шрика, и Конрад сообщает Руби о том, что он не принял антидот. Шрики оказываются подставными актёрами и частью плана Конрада по дискредитации ЮНИТ, и его отношения с Руби также были обманом. Конрад и его последователи продолжают распространять дезинформацию о том, что инопланетян не существует. Вокруг ЮНИТ раздаётся публичный скандал, который ставит лондонский филиал на грань закрытия.
Благодаря внедрённому в ЮНИТ сотруднику, Конрад проникает в штаб-квартиру организации. Узнав об этом, Кейт даёт ему возможность подняться к ним в командный центр. Конрад ведёт прямую трансляцию. С целью шантажа Кейт выпускает на свободу шрика, который начинает охотиться за Конрадом, и тот публично признаётся во лжи о ЮНИТ. Руби обезвреживает шрика, но монстр успевает повредить руку Конраду. Хотя общественное мнение и разворачивается в сторону ЮНИТ, полковник Ибрагим говорит Кейт, что она зашла слишком далеко. Конрад попадает в тюрьму, и Доктор, прилетевший к нему на ТАРДИС, отчитывает его. Конрад спрашивает Доктора, встретил ли он уже Белинду Чандру, но Доктор впервые слышит это имя и говорит Конраду, что он умрёт в тюрьме и останется забытым. После того, как Доктор покидает его, к Конраду приходит с ключами миссис Флад.

## Производство

### Разработка
Шоураннер сериала Расселл Ти Дейвис хотел создать серию о распространении «токсичной онлайн-ненависти» и связался для этого со сценаристом Питом Мактаем. Мактай ранее писал сценарии эпизодов «Керблам!» (2018) и «Праксей» (2020) в эпоху бывшего шоураннера Криса Чибнелла, а также является сценаристом будущего спин-оффа «Война между сушей и морем» (2025) про ЮНИТ и морских дьяволов. Он сказал, что при написании сценария ему хотелось исследовать, что происходит со спутницей Доктора после ухода, поскольку эта тема в прошлом нечасто изображалась в сериале. Мактай назвал эпизод смесью экшена, романтической комедии и готического фильма ужасов. Он также сравнил сеттинг с Тупиком дьявола из истории «Демоны» (1971), а тот факт, что история построена вокруг Руби, — с эпизодом «73 ярда» (2024).
Дейвис описал опыт Руби после путешествий с Доктором как посттравматическое стрессовое расстройство. Эпизод также позволил Мактаю раскрыть Кейт, и он сказал, что её желание зайти так далеко будет иметь последствия «дальше этого эпизода, сезона и даже сериала». Мактай задумал шрика как «четырёхногого крадущегося животного», опираясь на свои детские страхи перед собакоподобными существами в темноте. Он прописал у монстра простую мотивацию, желание охоты, чтобы с существом невозможно было договориться и сделать его страшным. Шрики впервые были упомянуты в рассказе «Caged» (2024) авторства Уны Маккормак. Мактай также вставил ряд отсылок к предыдущим сериям и популярной культуре. «Счастливый день» является «Доктор-лайт» серией, то есть почти без Доктора, поэтому, по словам Дейвиса, им пришлось найти «изобретательные пути» вставить Доктора, в частности сделать флешбэк к непоказанному приключению во время предыдущего сезона. Сцена Доктора с Конрадом в конце эпизода происходит до встречи Доктора с Белиндой, что объясняет, как Доктор знал о Белинде в первой серии сезона «Революция роботов». Читка сценария прошла 7 ноября 2023 года в Wolf Studios Wales, при этом её участники не знали заблаговременно о злодейской роли Конрада.

### Актёрский состав
Милли Гибсон вернулась в сериал после ухода с главной роли спутницы Руби Сандей в предыдущем сезоне. Это первое из двух появлений Гибсон в 15-м сезоне и первое с рождественского спецвыпуска 2024 года «Радуйся, мир». В июле 2024 года на панели «Доктора Кто» на San Diego Comic-Con было объявлено, что в сюжетной арке Руби появится актёр Джона Хауэр-Кинг. Позднее было сказано, что он сыграет Конрада, подкастера и романтического интереса Руби. После премьеры серии Гибсон заявила, что Хауэр-Кинг вернётся позднее в сезоне.
Шути Гатва и Варада Сету также ненадолго появились в эпизоде в ролях Пятнадцатого Доктора и его спутницы Белинды Чандры. Пол Джерико, который сыграл Альфи, ранее исполнил роль Кастелляна в спецвыпуске «Пять Докторов» (1983). Лачиль Карл вновь сыграла роль журналистки Тринити Уэллс, в последний раз появившись в эпизоде «Смешок» (2023). Алекс Джонс, телеведущая ток-шоу «The One Show», появилась в роли себя и взяла интервью у Конрада. Также среди актёров были Джемма Редгрейв, Рут Мэдли, Мишель Гринидж, Анджела Уинтер, Александр Девриент, Анита Добсон, а Николас Бриггс озвучил Влинкса.

### Съёмки
Основной костюм шрика был создан из стеклопластика и глины с добавлением силикона, а потом покрашен. Голова шрика аниматронная. Костюмы шриков для друзей Конрада стали производными от основного: дизайнер Millenium FX взглянул на основной костюм и попытался воссоздать его по памяти. Команда должна была сделать эти костюмы достаточно реалистичными, но в то же время выглядящим подделкой, как «резиновые костюмы», что оказалось непросто. Актёры внутри костюмов могли видеть только через рот, поэтому для координации им необходима была помощь. Появление манекенов в сцене, где Конрад исследует заброшенный магазин со шриком внутри, стало результатом желания Мактая сделать отсылку к первому эпизоду возрождённой эры сериала, «Роза» (2005), в котором монстрами была раса автонов.
Эпизод стал частью второго съёмочного блока сезона вместе с первой серией «Революция роботов», после съёмок рождественского спецвыпуска «Радуйся, мир». Режиссёром блока стал Питером Хоаром, который ранее был режиссёром серии «Хороший человек идёт на войну» (2011). Благодаря малому участию Доктора и Белинды эпизоды блока сняты параллельно. Съёмки начались 14 ноября 2023 года.
Натурные съёмки прошли в центре Кардиффа 24 ноября. Съёмочная группа использовала магазин «Howells» для упомянутой сцены с манекенами, и это та же локация, что и в серии «Роза». Для сцен в деревне была использован деревня Ньютон в округе Бридженд, съёмки там прошли 27—29 ноября. Две трети бюджета для шести недель блока ушло на эти три дня, в частности на три часа для трёх дублей с вертолётом.

## Релиз и рейтинги
Премьера эпизода состоялась одновременно на стриминговых сервисах BBC iPlayer в Великобритании и Disney+ в остальном мире в 8:00 по британскому времени 3 мая 2025 года. На канале BBC One эпизод был показан позднее, вечером того же дня.
За вечер на телеканале BBC One эпизод собрал 1,5 млн зрителей. По рейтингам за вечер эпизод стал 3-й программой дня на BBC One. Спустя неделю полный рейтинг составил 2,802 миллиона зрителей, что стало самым низким показателем за историю сериала и побило предыдущий антирекорд, установленный 2-м эпизодом сезона, «Люкс». Серия по рейтингам стала 16-й среди программ недели на BBC One (10-й среди уникальных программ) и 29-й программой недели на британском телевидении (18-й среди уникальных программ). Среди программ дня (субботы) эпизод стал самой популярной программой дня на BBC One и 3-й программой на британском телевидении после шоу «Britain’s Got Talent» и «The 1% Club» на ITV1.

## Критика
| Агрегированные оценки         | Агрегированные оценки |
| Источник                      | Рейтинг               |
| ----------------------------- | --------------------- |
| Rotten Tomatoes (Tomatometer) | 77 %                  |
| Оценки критиков               |                       |
| Источник                      | Рейтинг               |
| The A.V. Club                 | B-                    |
| Bleeding Cool                 | 10/10                 |
| Evening Standard              | [ 31 ]                |
| GamesRadar+                   | [ 32 ]                |
| IGN                           | 7/10                  |
| Radio Times                   | [ 34 ]                |
| Vulture                       | [ 35 ]                |

По данным агрегатора Rotten Tomatoes, 77 % из 13 обзоров были положительными.
Роберт Андерсон в рецензии для «IGN» похвалил сценарий, игру Гибсон и Конрада как антагониста, но заявил, что серия порой казалась «пустой», а сюжетная арка Руби могла быть раскрыта лучше. Дэниел Купер в статье для «Engadget» также оценил сюжетный поворот вокруг личности Конрада, сценарий Мактая и социальный комментарий эпизода, но, по его мнению, «троп, что пережившие насилие порождают цикл насилия» в истории Конрада был злоупотреблён. Ади Тантимед из «Bleeding Cool» высоко оценил эпизод, отметив поворот Конрада и социальный комментарий.
Стефан Мохамед в отзыве для «Den of Geek» посчитал несколько моментов слабо развитыми, сказав, что арка Руби сюжетно расходится с хорошей семейной жизнью, а воплощение в Конраде разных аспектов социальных проблем сделало его чрезмерно сложным без ясных мотиваций. Несмотря на это, ему понравились актёрская игра Гибсон и использование Кейт в серии. Вики Джессоп из «Evening Standard» положительно отозвалась об эпизоде, однако ей показалось слабым исполнение Конрада в качестве антагониста, и последствия его действий были недостаточно исследованы. Изобель Льюис в рецензии для «The A.V. Club» заявила, что в серии были проблемы с последовательностью, которых не было в остальном сезоне, и она невыгодно смотрится в сравнении с эпизодом «73 ярда» из предыдущего сезона, на который она похожа.